# Beto Borregán
Alberto Borregán Rodríguez, más conocido como Beto Borregán, (Barcelona, 16 de agosto de 1977) es un exjugador español de hockey patines, internacional absoluto con la Selección nacional, que ocupaba la demarcación de delantero.

## Trayectoria
Alberto Borregán comenzó la práctica del hockey sobre patines con  4 años, siguiendo la tradición familiar, ya que todos sus hermanos habían practicado este deporte.
Su primer equipo fue el Cerdanyola HC, en el que se formó. En 1989, con doce años, se fue a la Unió Esportiva de Horta, club al que perteneció hasta 1994.
Ese fue el año en que dio el salto al FC Barcelona, el conjunto donde militó toda su carrera  y donde debutó con tan sólo diecisiete años, coincidiendo con la llegada al banquillo de Carlos Figueroa. 
En el año 2012, después de 18 temporadas en el FC Barcelona se retira de la práctica activa del hockey, con 58 títulos oficiales en el equipo blaugrana. El número 21 que portó durante su carrera fue retirado en su honor en el Palau Blaugrana.

## Selección
- 3 veces campeón  de Europa (2000, 2002, 2004)
- Oro Campeonato del Mundo "A" (2001)
- Plata Campeonato del Mundo"A" 1999
- Bronce en Campeonato del Mundo "A" 1997